# Bakhmut (Ucraïna)
|  | Per a altres significats, vegeu «Bakhmut». |

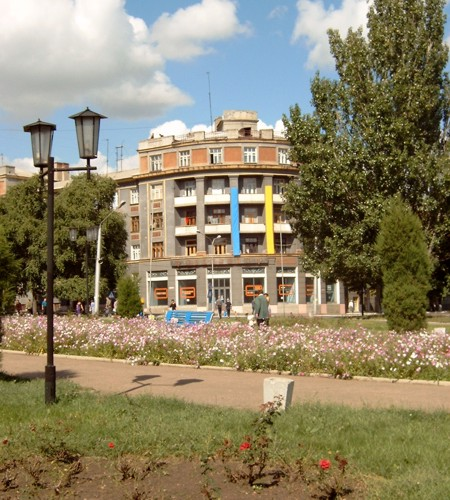
Plaça de la Llibertat

Bakhmut (en ucraïnès i en rus Бахмут) és una ciutat de l'óblast de Donetsk, Ucraïna, centre administratiu del raion de Bakhmut. Es troba a la vora del riu Bakhmutka.
De 1924 a 2016, la ciutat es va anomenar Artemivsk (ucraïnès: Артемівськ). El 4 de febrer de 2016, la Rada Suprema d'Ucraïna va confirmar el canvi de nom de la ciutat tornant a l'original.
Durant la invasió russa d'Ucraïna de 2022, Bakhmut va quedar greument malmesa pel conflicte. Durant aquest, la població de la ciutat es va reduir a menys de 5.000 persones. Durant la primera setmana de 2023, en especial el 6 i 7 de gener de 2023, es va produir una intensificació de l'ofensiva russa sobre Bakhmut per part dels mercenaris de Wagner sobretot, intentant, però, un encerclament a través de Soledar, que va ser presa el dia 11, i Krasnopolivka i Krasna Hora, davant la impossibilitat de l'atac frontal. Després de molts mesos en què el Grup Wagner va assumir el gruix de les escomeses militars al centre del front oriental (Soledar, Bakhmut), el 12 d'abril el seu màxim responsable, Ievgueni Prigojin, va comunicar que traspassaven a l'exèrcit rus el control de les operacions als flancs nord i sud de Bakhmut, limitant-se els mercenaris al combat dins la trama urbana.

## Demografia
A principis de 2022 la població s'estimava en 71.094 habitants.
Segons el cens de 2001 la llengua materna de la majoria dels habitants, el 62%, és el rus; del 35% l'ucraïnès; el 0,19% l'armeni; el 0,15% el romaní i el 0,1% el belarús. Per origen ètnic, en canvi, la majoria eren ucraïnesos, 69,4%; russos 27,5%; belarussos 0,6%; armenis 0,3%; romanesos 0,2%; i jueus 0,2%.

## Història
Bakhmut (en rus rus: Бахмут) va ser fundat el 1571 com un lloc de vigilància fronterer sobre el riu Bajmutka, afluent del Síverski Donets. Després va ser transformat en una vila fortificada. El 1701, Pere I de Rússia va ordenar construir una fortalesa i canviar el nom del poble de Bahmut a Bàjmut. La fortalesa, acabada el 1703, va ser la base de la ciutat que es va desenvolupar posteriorment. El 1704 Pere I va emetre un ucàs que permetia als cosacs establir-se a Bakhmut.
En la tardor de 1705 un destacament de cosacs liderats per l'ataman Kondrati Bulavin va ocupar les salines de Bakhmut, iniciant la que més tard es va convertir en la Rebel·lió de Bulavin. Bulavin va mantenir el control de la ciutat fins al 7 de març del 1708, quan va ser capturat per les tropes governamentals. Des del 1708 fins al 22 d'abril de 1725, Bakhmut va estar inclòs en la Gubèrnia d'Azov i el 29 de maig de 1719 es va convertir en el centre administratiu de la província de Bakhmut dins d'aquesta gubèrnia. El 30 de setembre de 1732 a la ciutat va ser construïda, i consagrada l'església de la Intercessió. Des del 1753 fins al 1764, fou el centre administratiu del territori Eslau-Sèrbia, creat per la Rússia Imperial i habitat per colons procedents de Sèrbia i altres països.
El 1783 Bakhmut va rebre l'estatut de ciutat, dins de la gubèrnia de Iekaterinoslav. Hi havia 29 pous de producció de sal; es fabricava maons, espelmes i sabó; hi vivien 1.700 persones. Bakhmut esdevingué un centre comercial amb 150 botigues, un hospital, tres escoles, dos col·legis privats i una escola dominical per als fills dels treballadors. El 1875 es va inaugurar l'aqüeducte. Se celebraven les festes del 12 de juliol, dia dels apòstols Pere i Pau, i del 21 de setembre, dia de la Nativitat de la Mare de Déu.
El 25 de gener del 1851, la ciutat es va convertir en municipi, amb Vassili I, i Perxin com a alcalde. El 1876 en la conca del Bakhmútskaia es van descobrir grans jaciments de sal de roca, i va augmentar-hi ràpidament el nombre de mines i pous. El 1874 IP Skamaranga inaugura la planta Solevarotxni, que va donar 2 milions de lliures de sal per any. Des del 1879 diverses empreses públiques comencen a construir-hi mines de sal. La producció de sal ha arribat al 12% de Rússia.
Després de la construcció del ferrocarril Khàrkiv-Bakhmut-Popàsna es van establir empreses productores d'alabastre, guix, maó, taulell i refrescs. A principis del segle xx va començar a desenvolupar la metal·lúrgia. El 1900, quan es pavimentaren els carrers, la ciutat tenia 76 petites empreses industrials, que empraven 1.078 treballadors i quatre mines de sal amb 874 treballadors. El 1913 hi havia dos hospitals amb 210 llits, quatre escoles secundàries i dues de formació professional, sis escoles de classe única, quatre escoles parroquials i una biblioteca privada.
El 27 de desembre de 1919, es va establir a la ciutat el poder soviètic.
La República Socialista Soviètica d'Ucraïna va establir la gubèrnia de Donetsk, que el 12 d'octubre de 1920 va transferir la capital a Bakhmut i al 1921 controlava tota la regió. El 1923, hi havia 36 empreses a Bakhmut, entre elles una fàbrica de peces de fosa per a l'agricultura, mines de sal i una fàbrica de sabates. El 1924 el nom de la ciutat va ser canviat d'Artiòmovsk, en honor d'"Artiom" (en rus Артём), a Fiodor Serguéiev, un bolxevic rus, capdavanter de la República Soviètica de Donetsk, que va viure i va treballar a la ciutat els primers anys de la revolució.
Entre el 31 octubre del 1941 i el 9 maig del 1943, les tropes nazis van ocupar Artiòmovsk.

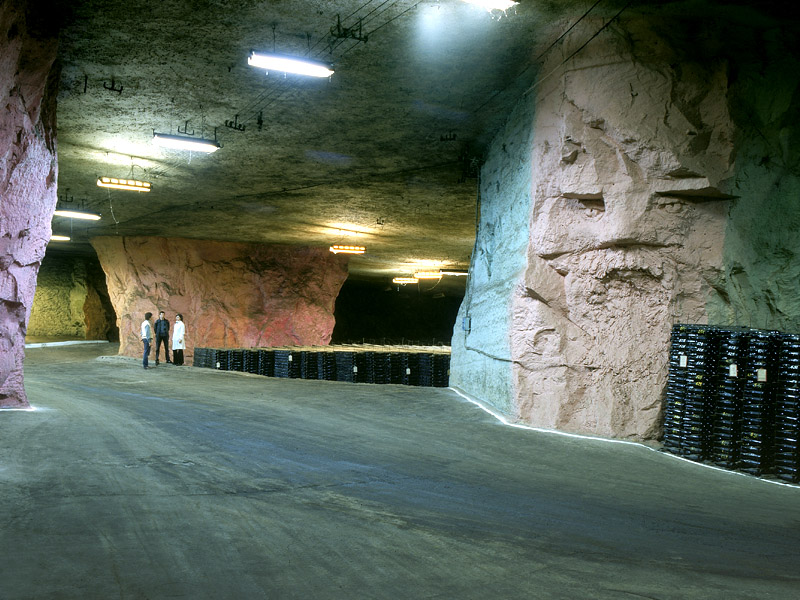
Cellers de xampany

Des del 1951, la ciutat té el Celler Artémivsk, una gran planta productora de vins escumosos i xampany, el cicle de producció dels quals es realitza sota terra a una profunditat de més de 72 m, en els túnels d'antigues mines.
El 1954 s'hi va establir una fàbrica de metalls no ferrosos.
Des de 1964 funciona l'Institut de Recerca Científica de la Indústria de la Sal (VNIIsoly), ara UkrNIIsoly.